# Grupa Azoty ATT Polymers

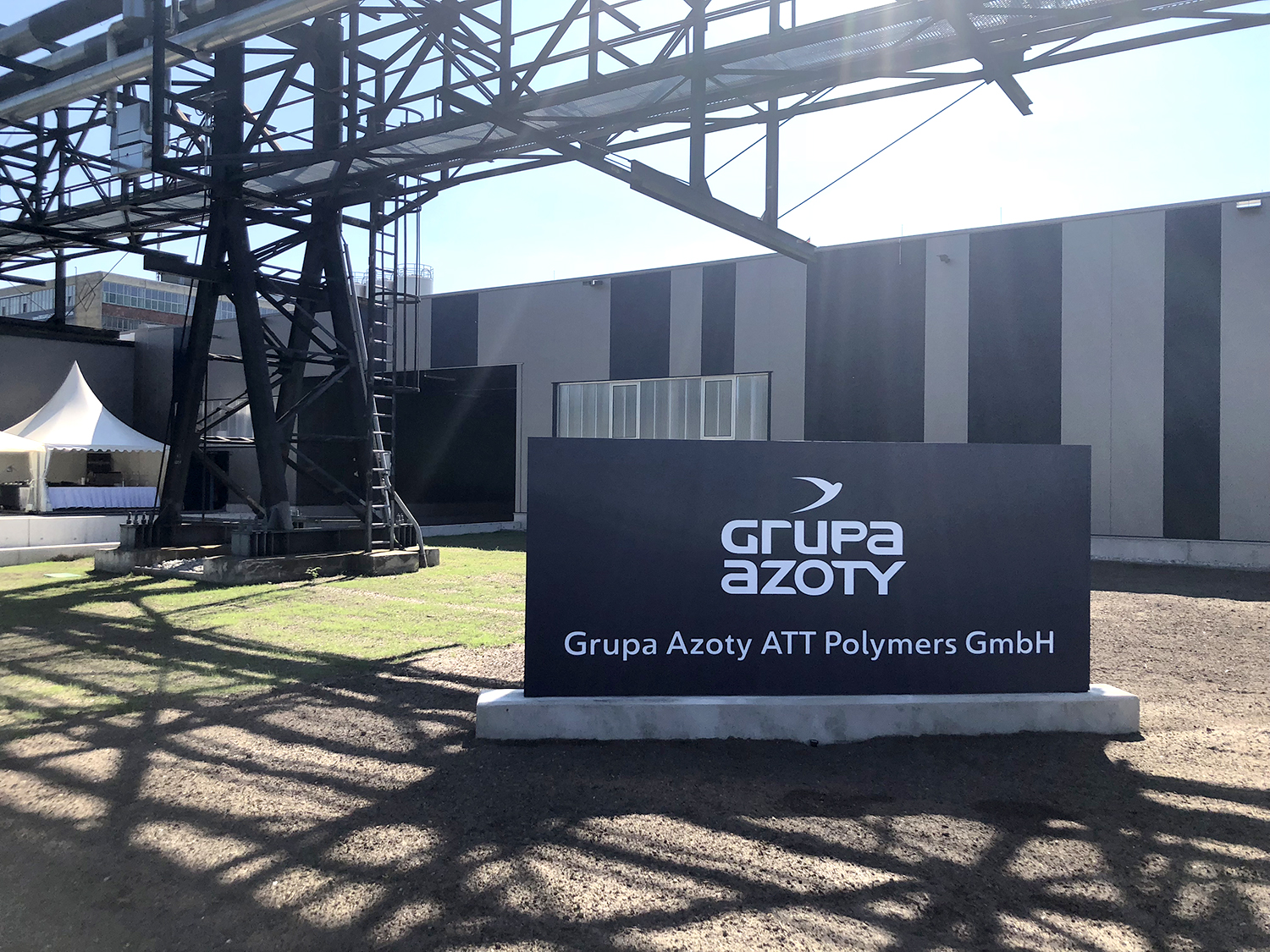

Grupa Azoty ATT Polymers GmbH – eines der führenden Unternehmen in der Herstellung von Polyamid 6 (PA6) in Westeuropa. Das Unternehmen hat seinen Sitz in Guben (Deutschland). Grupa Azoty ATT Polymers GmbH ist Teil der Grupa Azoty, einem führenden Hersteller von Düngemitteln, technischen Kunststoffen, Caprolactam und anderen hochverarbeiteten Chemikalien wie OXO, Weichmachern und Titanweiß. Die Gruppe ist auch der größte Anbieter von Ammoniak und Phosphorsäure in Polen.

## Produktion
Die Produktionskapazität der Azoty-Gruppe ATT POLYMERS wird auf 45.000 Tonnen pro Jahr geschätzt. Das Unternehmen stellt Polyamid 6 her und vertreibt es.

## Geschichte
1958 beschloss die Regierung der Deutschen Demokratischen Republik, die nationale Produktion von synthetischen Fasern zu steigern. Hauptelement dieses Plans war der Bau eines chemischen Kombinats in Guben. 1960 fand die Grundsteinlegung für das VEB Chemiefaserwerk Guben statt, das auf dem Gelände einer ehemaligen Munitionsfabrik der Rüstungswerke Rheinmetall-Borsig gebaut wurde. 1964 wurde der Probebetrieb aufgenommen. Im Jahr 1968 begann in Guben die Fertigung von Polyamid 6, das zum Herstellen von Teppichgarn diente. 1979 und 1980 wurden die Fertigungsmöglichkeiten  im PA6-Bereich erweitert.
Nach der Wiedervereinigung firmierten die Werke unter der Bezeichnung Chemiefaserwerk Guben GmbH. Aufgrund zahlreicher Umwandlungen von Eigentumsverhältnissen entstand im Jahre 1998 die Gesellschaft Plastomid Polymere GmbH, die sich auf die Fertigung von Polyamid 6 (20 Tsd. T jährlich) spezialisierte. Zwei Jahre später wurden die Polymerisationsreaktoren durch ihre Umstellung auf zweistufige Fertigung modernisiert.
Im Jahr 2005 änderte die Firma die Bezeichnung auf Unylon Polymers GmbH und steigerte  die Fertigungskapazitäten auf 47 Tsd. Tonnen PA6 jährlich.
Aufgrund der Finanzkrise gelang es nicht, die Rentabilität der Fertigung aufrechtzuerhalten und im Jahre 2009 wurde das Insolvenzverfahren über das Unternehmen eröffnet. Im Zuge dessen begann die Suche nach einem Investor, der Unylon Polymers GmbH übernehmen würde. 2010 wurden die Werke zu 100 % von Zakłady Azotowe in Tarnów-Mościce S.A übernommen. Aufgrund der Konsolidierung der größten polnischen chemischen Firmen trägt das Unternehmen seit 2013 den Namen Grupa Azoty ATT Polymers GmbH.

## Aktionärsstruktur
100 % der Anteile gehören der Grupa Azoty, die die Mehrheitsbeteiligung an den größten polnischen Werken für chemische Synthese (Tarnów, Kędzierzyn-Koźle, Police und Puławy) hält.

## Geschäftsführung
Das Unternehmen wird von zwei Geschäftsführern geleitet: Robert Bednarek und Jacek Dychtoń, während der Aufsichtsrat aus Małgorzata Malec, Grzegorz Grabowski und Magdalena Bednarz besteht.

## Erfolge
Im Jahr 2011 wurde das Unternehmen auf der 15. Internationalen Fachmesse für Kunststoff- und Kautschukverarbeitung PLASTPOL in Kielce für sein alphalon E36LN ausgezeichnet, das für die Herstellung von bidirektional orientierten Folien verwendet werden kann, die im Lebensmittelbereich eingesetzt werden können[3].